# 연 공공
연 공공(燕共公, ? ~ 기원전 524년)은 중국 춘추 전국 시대 연나라의 군주(재위: 기원전 528년 ~ 기원전 524년)이다.

## 생애
연 도공이 죽자 뒤를 이었다.
공공 2년(기원전 527년), 진(晉)의 순오(荀吳)가 군사를 이끌고 선우(鮮虞)를 토벌하였다.
재위 5년째에 죽고 연 평공이 뒤를 이었다.
| 전 임 도공 | 연나라의 군주 기원전 528년 ~ 기원전 524년 | 후 임 평공 |